# Puerta de Europa
Puerta de Europa son dos rascacielos inclinados de oficinas con una altura de 114 metros y 26 plantas ubicados en la plaza de Castilla de Madrid (España). También son conocidas popularmente como Torres KIO debido a que fueron promovidas en gran medida por la empresa kuwaití KIO, acrónimo de Kuwait Investment Office. Son las segundas torres gemelas más altas de España, tras las Torres de Santa Cruz en Santa Cruz de Tenerife. Están inclinadas la una hacia la otra 14,3 grados con respecto a la vertical y fueron los primeros rascacielos inclinados del mundo. Las torres fueron construidas entre 1989 y 1996 y diseñadas por los arquitectos estadounidenses Philip Johnson y John Burgee. La ingeniería del proyecto corrió a cargo de Leslie E. Robertson Associates y la construcción por FCC.
Vistas desde el sur, la torre de la izquierda pertenece a CaixaBank, mientras que la torre de la derecha pertenece a la inmobiliaria Realia. Entre las torres discurre el paseo de la Castellana y se encuentra el intercambiador de transportes de Plaza de Castilla.

## Diseño y arquitectura

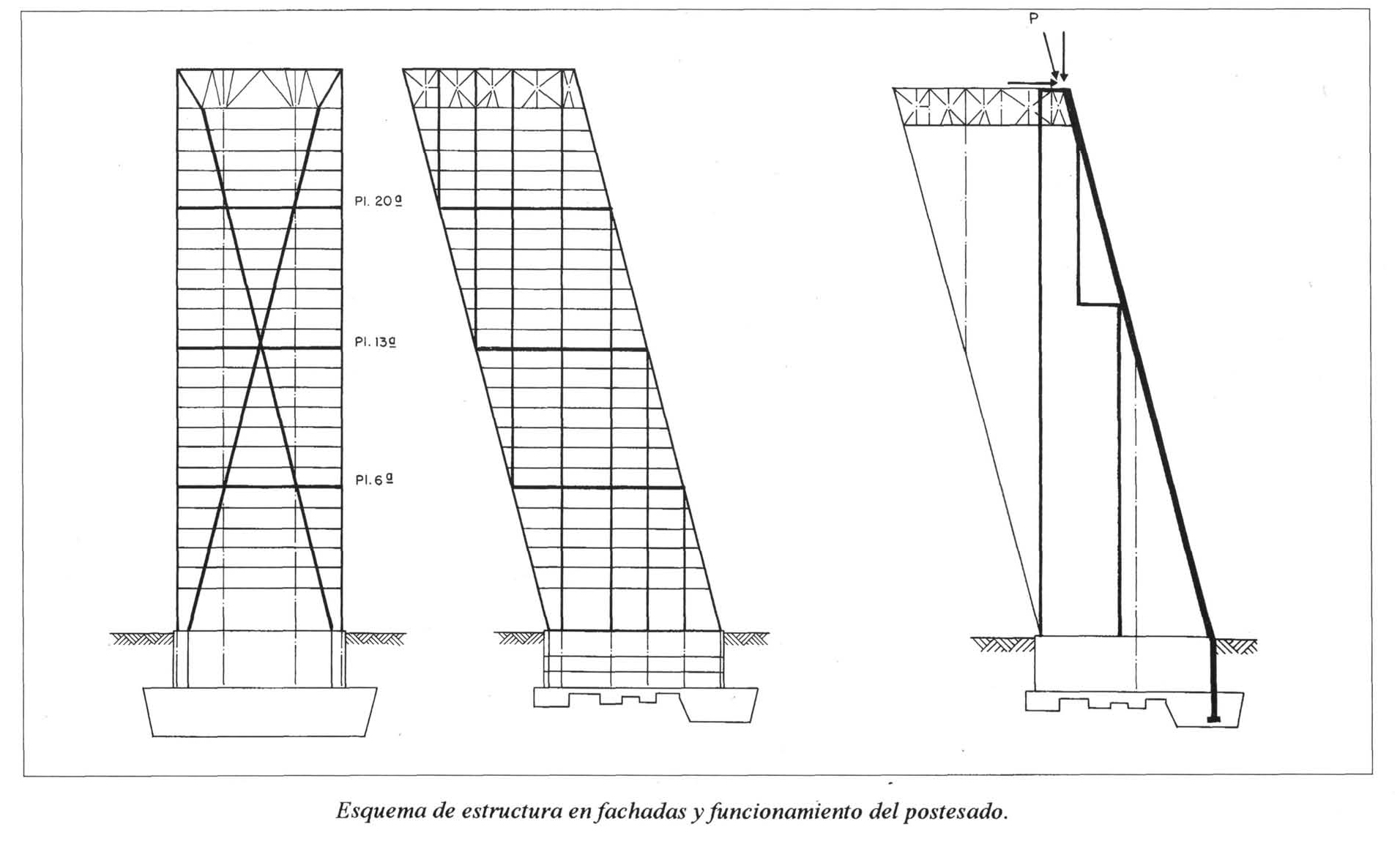
Esquema de estructura en fachadas y funcionamiento del postesado.

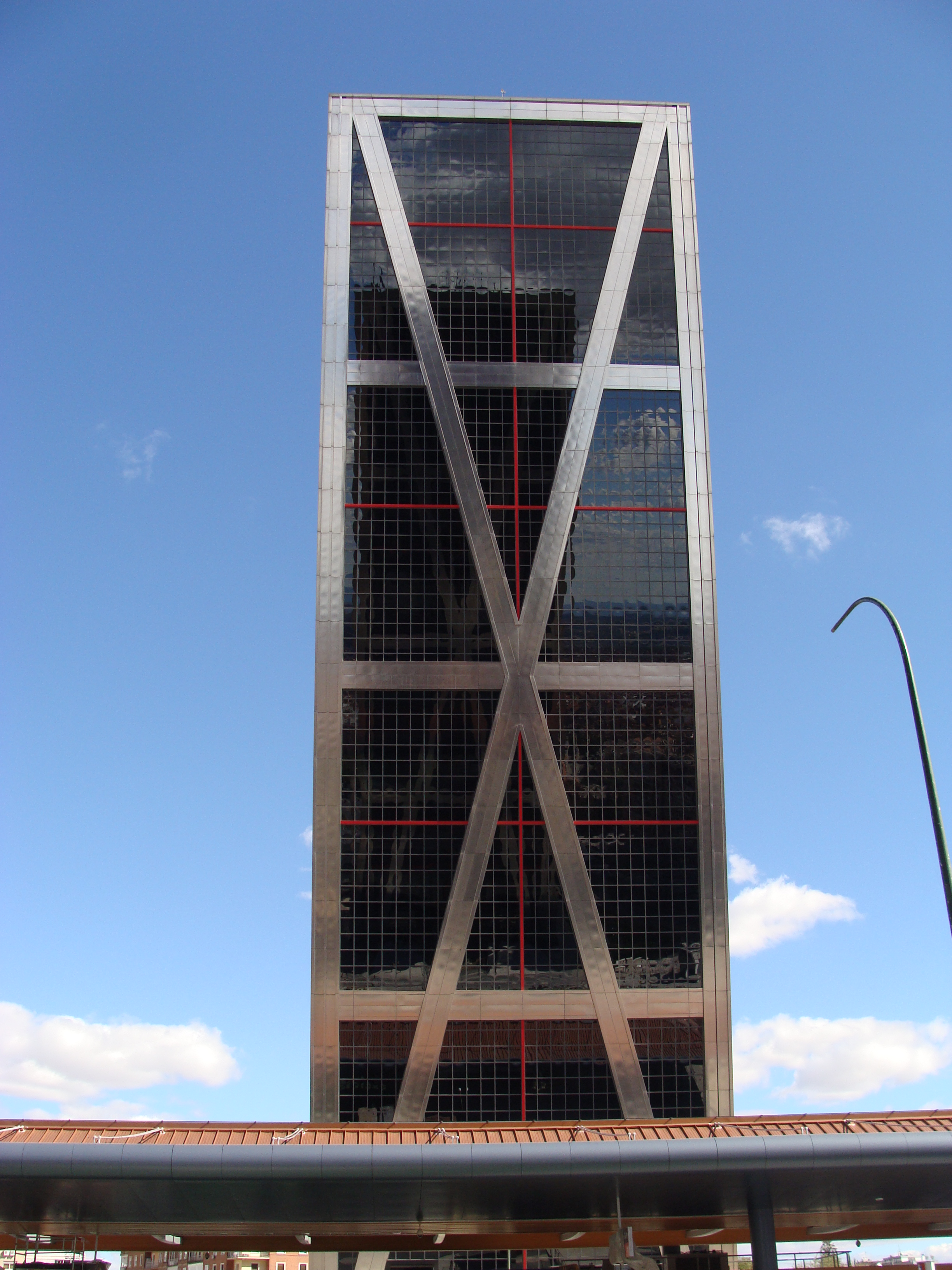
Fachada inclinada con elementos triangulares perimetrales.

Las torres tienen forma de paralelepípedo y una inclinación de 14,3 grados que genera un vuelo de treinta metros y un solapamiento de base a cubierta de tan solo cinco metros, suficiente para la disposición de los últimos ascensores y para la vertical remarcada de la fachada.
Para hacer frente a este reto arquitectónico se diseñó una estructura conformada por un núcleo de hormigón armado vertical capaz de soportar 35 000 toneladas y que alberga los ascensores, las escaleras y los sistemas de ventilación. Por otro lado, se emplean elementos triangulares perimetrales que dan rigidez a la estructura y evitan deformaciones; de ahí las cruces en las fachadas laterales y la vertical remarcada que divide las fachadas principales.
Como el peso final tiende a volcar el edificio hacia el paseo de la Castellana, unos cables unen la parte alta del edificio con un contrapeso subterráneo por el lado opuesto. El contrapeso es un dado de hormigón de 60 x 10 x 10 metros y de 14 400 toneladas. La firma Leslie E. Robertson fue la encargada de realizar los cálculos estructurales necesarios para garantizar su estabilidad. Entre su currículum se encuentran el World Trade Center de Nueva York, la Torre del Banco de China de Hong Kong o la Torre Picasso de Madrid. El núcleo central de hormigón contribuye a soportar el 80 % de las cargas mientras que la estructura metálica perimetral el 20 % restante. El contrapeso de hormigón y los cables que recorren la fachada trasera contribuyen a soportar las cargas horizontales, que producen un efecto opuesto al de la inclinación, reduciendo los esfuerzos y deformaciones provocadas por esta, «devolviendo» el edificio a su posición «vertical».
Es por ello que todas las plantas son distintas porque va cambiando la posición del núcleo vertical respecto al rectángulo de base. El primer grupo de cuatro ascensores llega hasta la planta 13 (si bien la ocupación por salas de máquinas llega hasta la planta dieciséis); los otros cuatro, desde la planta baja dan servicio a la planta 13 hasta a la 24. Los ascensores de la batería alta, en el recorrido directo hasta esa planta, disponen solamente de salidas de emergencia a los vestíbulos de servicio. Los ascensores son de doble cabina, es decir, debajo del ascensor destinado para transporte de personas se sitúa un montacargas conmutable desde la sala de control del edificio.
Cada una de las plantas tiene una superficie de 1170 m² construidos, lo cual supone más de 63 000 m² de oficinas en total sobre rasante. La superficie total construida de ambas torres es de 125 000 m². La entreplanta de acceso tiene 7 m de altura. La última planta va destinada a planta técnica y alberga una buena parte de los equipos principales de las instalaciones del edificio.

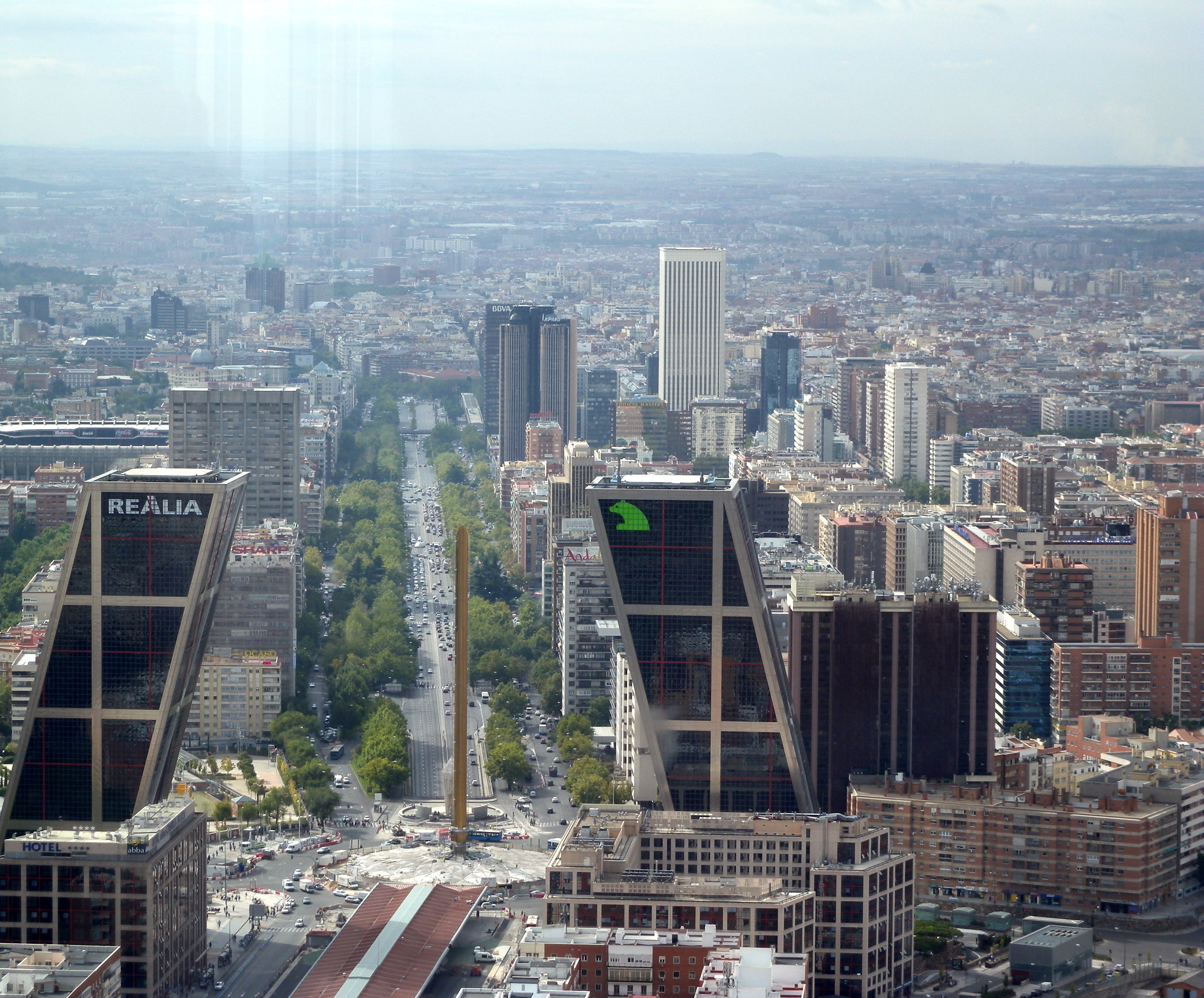
Vista desde la Torre PwC.

Para la limpieza de los cristales se emplea una góndola diseñada especialmente para las torres y que costó 150 millones de pesetas. La góndola no cuelga desde arriba sino que se desliza por una gran barra metálica de 35 metros. Esta barra, que cuelga mediante cables de la cubierta, va fijada mediante un sistema de rodillos a unas guías —fijadas en la parte de acero inoxidable brillante de la fachada— que recorren las esquinas de las fachadas, de forma que queda obligada a seguir la inclinación del plano.
Por encima de este nivel de cubierta está el helipuerto que corona cada una de las torres. Estos helipuertos, de 20 x 20 m, están previstos para aparatos de hasta 4000 kg de peso y, catalogados como de uso privado, pueden ser usados para la evacuación de personas en casos de emergencia o seguridad.
La fachada de las torres es un diseño que mezcla el vidrio, el aluminio y el acero inoxidable que conforma las grandes bandas brillantes. La propuesta original contemplaba el uso de vidrio y granito rosa de Porriño —material que enamoró a John Burgee en su visita a España—, pero se desechó por razones constructivas de exceso de peso.

## Historia

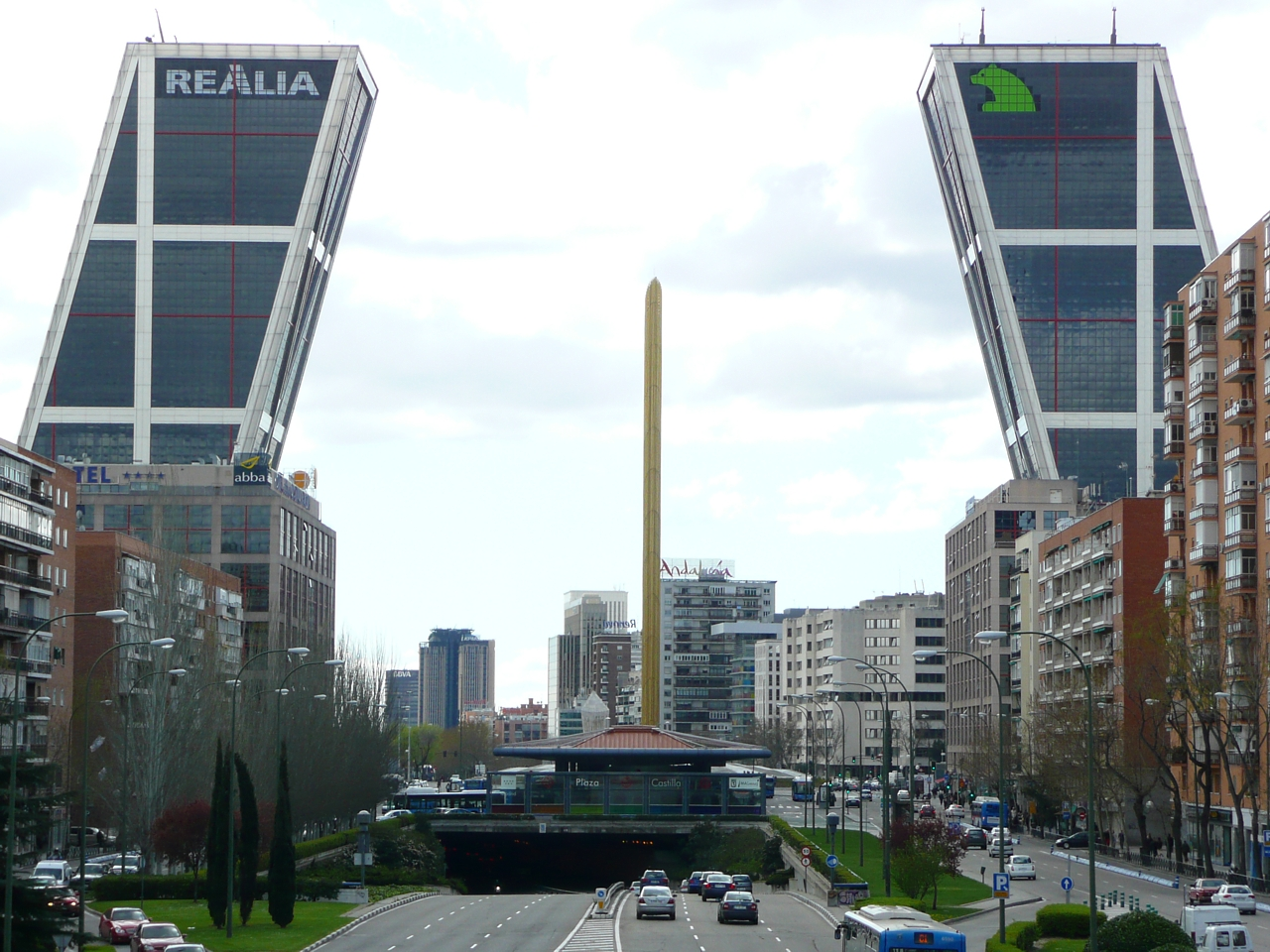
Vista desde el norte, que muestra en primer plano el túnel que pasa por debajo del intercambiador de transportes de Plaza de Castilla.

Las obras comenzaron en 1989. Debido a la crisis estuvo paralizada desde 1992 durante dos años, finalizándose las obras a finales de 1995 y comienzos de 1996. Unos de sus primeros inquilinos iba a ser la compañía de telecomunicaciones Airtel —creada en 1994—, que había firmado en marzo de 1995 un precontrato de alquiler por un 40 % de la torre oeste, pero finalmente rompieron el contrato, aparentemente por la negativa de la propiedad a instalar su logo corporativo en lo alto de la torre.
La primera sociedad gestora de las torres, Produsa, tenía como principales accionistas a FCC, Caja Madrid, Banco Central Hispano y Sainco. Eran los mayores acreedores de su dueño anterior, Kuwait Investment Office (KIO). Adquirieron los bloques en la tercera subasta judicial, por 16 500 millones de pesetas. Las torres costaron más de 25 000 millones de pesetas (150 millones de euros).

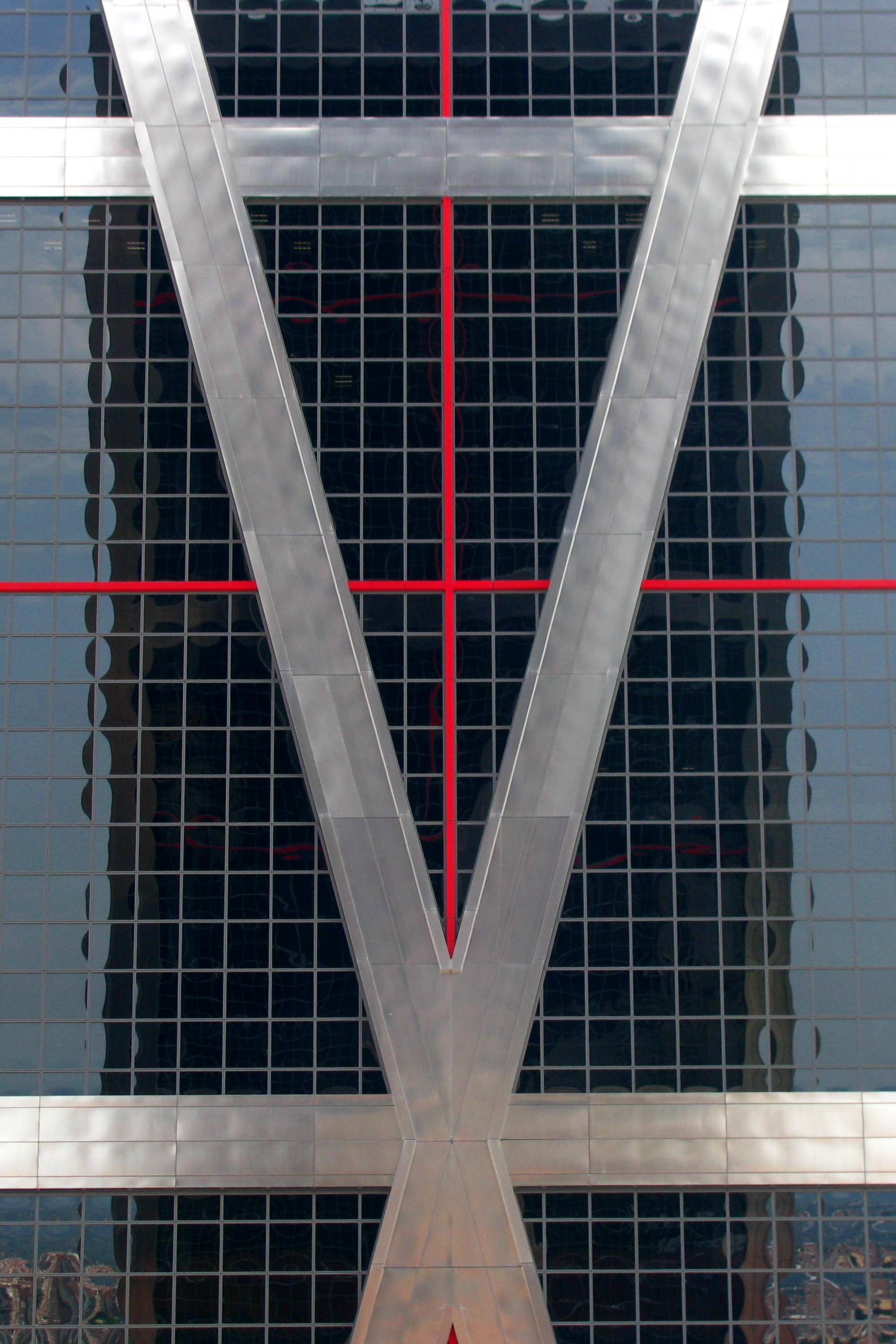
Detalle de la fachada.

Su construcción dio lugar al caso de estafa de Urbanor que implicó a los Albertos y al Banco Central de España cuando los querellantes (el arquitecto Pedro Sentieri y el constructor Julio San Martín) denunciaron a sus exsocios Alberto Alcocer y Alberto Cortina alegando que obtuvieron más dinero en la operación a pesar de que estos eran los socios mayoritarios, y que cobraron el pago de KIO en acciones del Banco Central, debido a que la operación había sido instrumentada para lograr el control de dicha entidad. Después de la construcción se produjo un juicio llamado el «caso KIO», en el que se condenó al empresario español Javier de la Rosa por el desvío de más de 375 millones de euros del grupo KIO y de su filial española Grupo Torras.
Tras inversiones de más de 4000 millones de dólares en apenas un lustro, a KIO le sobrevino la primera gran crisis económica de la democracia de España. Unido al fraude protagonizado por De la Rosa, que terminó en la cárcel, y la invasión de Kuwait por Irak, el imperio KIO se derrumbó en España hasta protagonizar lo que en su momento fue una histórica suspensión de pagos de 300 000 millones de las antiguas pesetas.
Finalmente y a pesar de todos los contratiempos, las torres fueron inauguradas el 6 de mayo de 1996.
En abril de 1997 Caja Madrid adquirió la torre oeste por 16 354 millones de pesetas (98 millones de euros) para alojar sus servicios centrales, esparcidos en diecinueve locales. La vendedora Produsa estaba participada por la antigua caja de ahorros en un 29,64 % y la operación se articuló mediante una escisión societaria.
En 2007 Caja Madrid decidió comprar la Torre Cepsa, a la cual iba a trasladar su sede una vez esta fuera acabada en 2009, pero finalmente con el advenimiento de la crisis no terminó de cuajar. En 2011, con la creación de Bankia, la entidad bancaria se convirtió en la propietaria de la torre oeste. En 2021, con la fusión por absorción de Bankia y CaixaBank, la torre oeste pasó a manos del banco catalán, convirtiéndola así en una de sus dos sedes operativas en España y que continúa en la actualidad.

## Amenazas de atentados

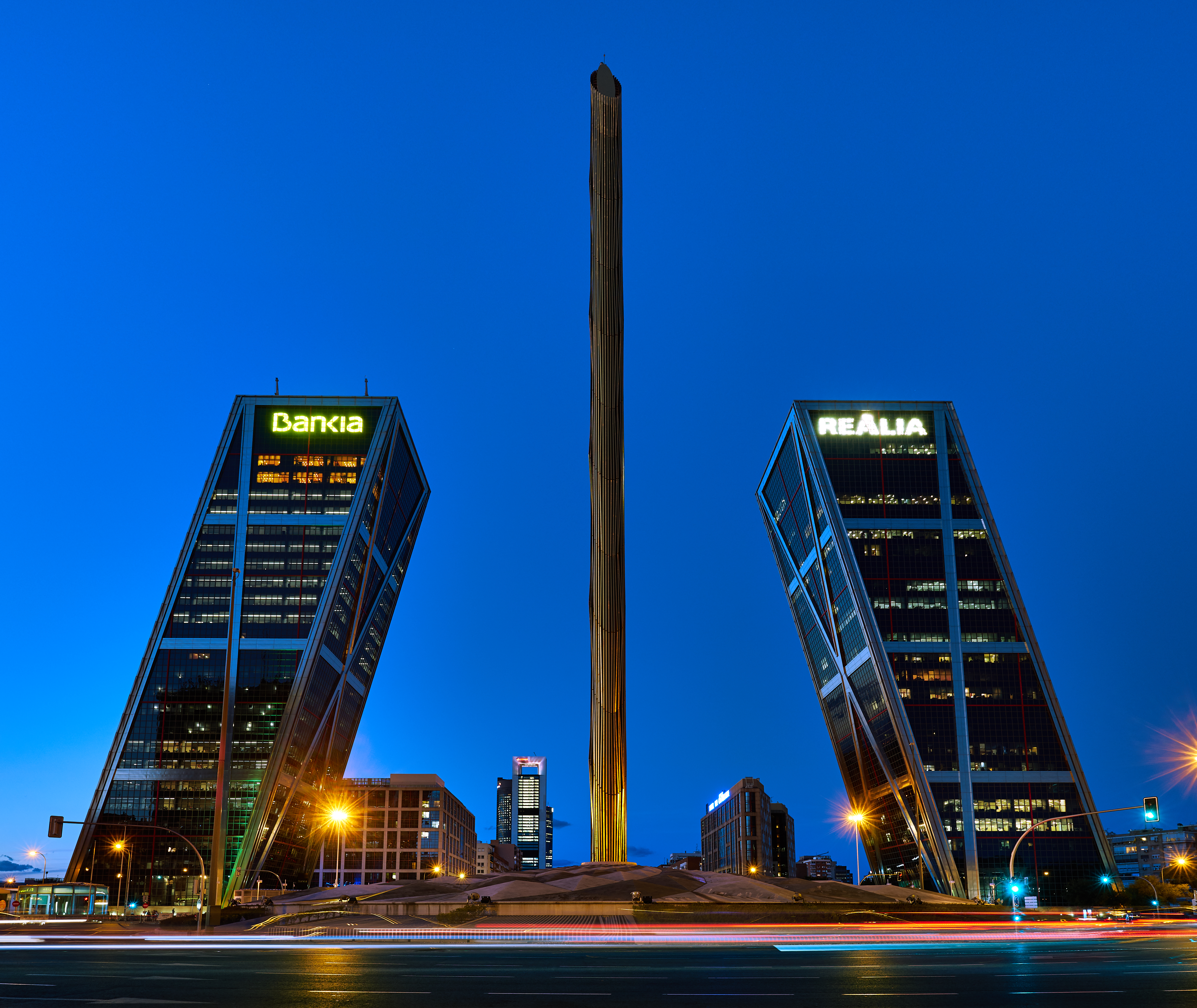
Vista nocturna.

En 2007, uno de los acusados del 11-M declaró antes del atentado su intención de no descansar hasta que hubiese derribado las Torres KIO. Ya en 2010 ETA planeó volar las torres, además de asesinar también a Patxi López. El 2 de septiembre de 2017 Estado Islámico planeó nuevos atentados contra Europa mostrando unas imágenes con las Torres Kio.

## En la cultura popular
En El día de la bestia de Álex de la Iglesia las torres aparecen todavía en construcción, y tienen un papel relevante en la trama. En Torrente 3: el protector son destruidas por un el choque de un avión en una de las primeras escenas. También aparecen en escenas de Carne trémula, Éxtasis y Abre los ojos.
Un cuadro de 1992 de José Manuel Ballester titulado Torres Kio, Puerta de Europa muestra a las torres en construcción. Se encuentra en el Museo de Arte Contemporáneo de Madrid.